# Stellifer lanceolatus
Stellifer lanceolatus es una especie de pez de la familia Sciaenidae en el orden de los Perciformes.

## Morfología
Los machos pueden llegar alcanzar los 20 cm de longitud total.

## Alimentación
Come principalmente pequeños crustáceos.

## Hábitat
Es un pez de clima subtropical (38°N-26°N ) y demersal.

## Distribución geográfica
Se encuentra en el  Atlántico occidental: desde Virginia hasta Texas, salvo el sur de Florida.

## Observaciones
Es inofensivo para los humanos.